# Prostephanus
Genre
Prostephanus est un genre d'insectes coléoptères de la famille des Bostrichidae.

## Liste d'espèces
Selon Catalogue of Life (17 oct. 2013) :
- Prostephanus apax
- Prostephanus arizonicus
- Prostephanus punctatus
- Prostephanus sulcicollis
- Prostephanus truncatus

Selon NCBI (17 oct. 2013) :
- Prostephanus truncatus